# Spodoptera decolorata
Spodoptera decolorata là một loài bướm đêm trong họ Noctuidae.